# Moros y cristianos (programa de televisión)
Moros y cristianos fue un programa de debate de televisión emitido por Telecinco entre 1997 y 2001.

## Formato
Emitido en directo desde el Auditorio de la ciudad de Cornellá de Llobregat, y con tres horas de duración, a lo largo del programa dos grupos de contertulios se enfrentaban dialécticamente para abordar temas de actualidad.

## Presentadores
Durante la primera temporada, desde su estreno hasta el 29 de julio de 1997, el espacio fue conducido por Javier Sardà. Tras las vacaciones veraniegas, el programa volvió a emitirse desde el 27 de septiembre de ese año, presentado por
Jordi González. Esta temporada duró hasta el 7 de febrero de 1998 y tardó más de tres años en regresar a la parrilla. Concretamente, el 5 de octubre de 2001 comenzó su última etapa, con presentación de Antxón Urrosolo. La retirada definitiva del espacio se produjo un mes después.

## Contertulios
Contertulios habituales que cobraron gran popularidad fueron, entre otros, el Padre Apeles, Javier Nart, Santiago Segura, Juan Adriansens, Alfonso Cabeza, el cantante Ramoncín, Lucía Etxebarria, Karina Fálagan, la vidente Aramís Fuster, el actor Pepe Sancho, el humorista Mariano Mariano y la periodista Carmen García Ribas.

## Audiencias
| Temporada         | Presentador     | Fecha       | Espectadores | Share |
| Primera temporada | Javier Sardá    | 1997        | 2.325.000    | 23,7% |
| Gala 24 horas     | Jordi González  | 6-7/12/1997 | 1.214.000    | 19,1% |
| Segunda temporada | Jordi González  | 1997/1998   | 1.817.000    | 18,3% |
| Tercera temporada | Antxón Urrosolo | 2001        | 2.115.000    | 19,1% |